# NGC 5722
NGC 5722 is een elliptisch sterrenstelsel in het sterrenbeeld Ossenhoeder. Het hemelobject werd op 26 april 1830 ontdekt door de Britse astronoom John Herschel.

## Synoniemen
- MCG 8-27-14
- ZWG 248.16
- NPM1G +46.0301
- PGC 52355